# أم فروة
فاطمة بنت القاسم بن محمد بن أبي بكر الصديق المعروفة بـأم فروة، وهي زوجة محمد الباقر (الإمام الخامس عند الشيعة) ووالدة الإمام جعفر الصادق.

## نسبها
ام فروة هي فاطمة بنت القاسم بن محمد بن أبي بكر بن أبي قحافة بن عامر بن كعب بن سعد بن تيم بن مرة. وهي تعرف أيضاً باسم قريبة.
كان أبوها القاسم بن محمد بن أبي بكر، من الفقهاء السبعة في المدينة المنورة ،
وكان أبوه، محمد بن أبي بكر ، من خيار شيعة علي بن أبي طالب وأصحابه وحواريه،
حين استلم الإمام علي الخلافة، قام محمد ابن أبي بكر بنصرته، وولّاه الإمام على مصر وكتب إليه عهداً.
وأما أمها فهي كانت أسماء بنت عبد الرحمن بن أبي بكر.

## زواجها وأولادها
تزوجت أم فروة من الإمام محمد الباقر ، ولم تمضِ فترة طويلة من زواجها حتَّى حملت وولدت جعفر الصادق،الإمام السادس عند الشيعة، وبعد فترة انجبت ولدها الثاني عبد الله.

## مكانتها
تعدّ أم فروة من فواضل نساء عصرها عند الشيعة ولها مكانة رفيعة عندهم. وهي رَوَتْ عن الإمام علي بن الحسين عدة أحاديث. يقول الشيخ عباس القمي في كتابه منتهى الآمال:
«كانت أُم فروة رضي اللّه عنها في غاية الجلالة والكرامة بحيث كان يُقال لولدها الإمام الصادق عليه‌السلام ابن المكرّمة.»
روى الشيخ الكليني في الكافي:
قال الإمام الصادق عن أمه:« كانت أمّي ممّن آمنت واتّقت وأحسنت واللّه يحبّ المحسنين.» 

## وفاتها
لم يظهر في المصادر سنة وفاتها ولا مقدار عمرها  ولكن تذكر المصادر بأنّها دفنت في البقيع في جوار قبر زوجها وإبنها الصادق.